# Freiberger Mulde
La Freiberger Mulde est une rivière tchèque et allemande qui coule essentiellement dans le land de Saxe. Elle est un affluent en rive droite de la Mulde. Sa longueur est de 124 km.
Sa source se situe dans les Monts Métallifères, près de Moldava en République tchèque. Elle coule vers le nord-ouest et traverse la frontière allemande après quelques kilomètres. Elle arrive à Freiberg (qui lui donne son nom), puis traverse Nossen, Döbeln et Leisnig.
Près de Colditz, elle est rejointe par la Zwickauer Mulde et forme ainsi la Mulde qui finit sa course dans l'Elbe.